# Анаткас-Туруново
Анатка́с-Туруно́во (рос. Анаткас-Туруново, чув. Анаткас Тăрăн) — присілок у складі Чебоксарського району Чувашії, Росія. Входить до складу Чиршкасинського сільського поселення.
Населення — 114 осіб (2010; 118 у 2002).
Національний склад:
- чуваші — 99 %